# Capricornus
Capricornus, o Capricórnio, é uma constelação do zodíaco. O genitivo, usado para formar nomes de estrelas, é Capricorni.
As constelações vizinhas, segundo a padronização atual, são a Águia, o Sagitário, o Microscópio, o Peixe Austral e o Aguadeiro.

## Mitologia
No mito grego, a constelação do Capricórnio era comumente associada à Amalteia, a cabra mítica que, a mando da titânida Réa, dava de mamar ao menino Zeus escondido na ilha de Creta, para que quando adulto pudesse destronar a seu pai, o titã Cronos.
Também era muito associada à figura do deus Pã, deidade grega protetora das matas, campos e pastores, e à figura dos sátiros, entes lendários gregos que moravam nos bosques e, como Pã, tinham corpo de homem e patas, chifres e feições caprinas.